# 50 złotych 1990
50 złotych 1990 – moneta pięćdziesięciozłotowa, wprowadzona do obiegu 2 listopada 1990 r. zarządzeniem z 16 października 1990 r. (M.P. z 1990 r. nr 38, poz. 302), wycofana z obiegu z dniem denominacji z 1 stycznia 1995 r., rozporządzeniem prezesa Narodowego Banku Polskiego z dnia 18 listopada 1994 (M.P. z 61 r. poz. 541).

## Awers
W centralnym punkcie umieszczono godło – orła w koronie, poniżej rok „1990", dookoła napis „RZECZPOSPOLITA POLSKA”, a pod łapą orła znak mennicy w Warszawie.

## Rewers
Na tej stronie monety znajduje się napis „50 ZŁOTYCH”.

## Nakład
Moneta została wybita w mennicy w Warszawie, w miedzioniklu, na krążkach o średnicy 26 mm, o masie 6,8 grama, z rantem gładkim, stemplem zwykłym, w nakładzie 28 707 000 sztuk. Projektantami byli:
- Stanisława Wątróbska-Frindt (awers) i
- Ewa Tyc-Karpińska (rewers).

Na początku lat 90. XX w. w ramach emisji zestawów rocznikowych monet PRL z lat 1979, 1980, 1981, 1982, 1986, 1987, 1988, 1989, 1990, w Mennicy Państwowej wybito ponownie tę monetę, tym razem stemplem lustrzanym, w nakładzie 5000 sztuk.

## Opis
Jest pierwszą pięćdziesięciozłotową monetą obiegową niebędącą jednocześnie monetą okolicznościową.
Rewers nawiązuje do monet 10 i 20 złotych wzorów 1984 i 1989.
W okresie przeddenominacyjnym III Rzeczypospolitej (1990–1994) pięćdziesięciozłotówka z 1990 roku, obok stuzłotówki z 1990 roku, były jedynymi monetami powszechnego obiegu z poprawną nazwą i godłem państwa.

## Wersje próbne
Istnieje wersja tej monety należąca do serii próbnej w niklu z wypukłym napisem „PRÓBA”, wybita w nakładzie 500 sztuk.